# Macaranga neobritannica
Macaranga neobritannica är en törelväxtart som beskrevs av Airy Shaw. Macaranga neobritannica ingår i släktet Macaranga och familjen törelväxter. Inga underarter finns listade i Catalogue of Life.